# Capillaria belopolskaiae
Capillaria belopolskaiae (лат.) — вид паразитических нематод рода Capillaria из семейства Capillariidae.

## Распространение

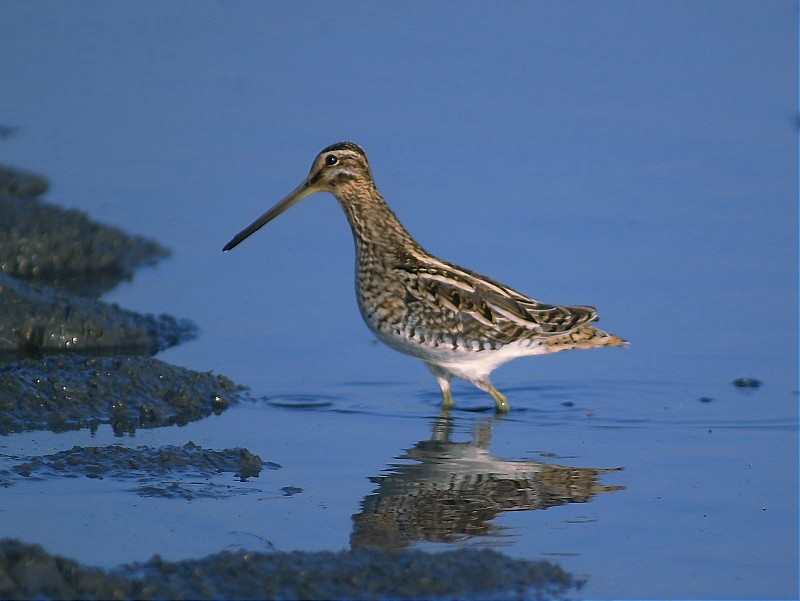
Бекас — единственный известный хозяин Capillaria belopolskaiae

Все известные образцы были получены из тонких кишечников бекасов (нематоды нашлись у 5 из 44 птиц), пойманных в летние и осенние месяцы в период с 1957 по 1959 гг. на территории Куршской косы. Число особей внутри кишки варьировало от одной до 20.

## Описание
Нематоды с тонким телом. Бациллярных лент две, обе латеральные.

### Самцы
Все известные образцы самцов кроме одного оказались фрагментированы; длина тела этого единственного целого самца составляет 12 мм, ширина — 0,048. Длина пищевода — 6,8 мм. На заднем конце тела расположена бурса шириной 0,023 мм, сложенная двумя дорсолатеральными двулопастными выступами-«рёбрами». Выступы соединены дорсально прозрачной мембраной. На каждой лопасти выступа размещено па небольшому сосочку. Каудальных крыльев нет. Спикула длиной от 0,83 до 0,89 мм, с закруглённым дистальным и утолщённым проксимальным концами. Длина влагалища — 3 мм.

### Самки
Длина тела от 12 до 12,8 мм, толщина  0.068-0.076 мм. Длина пищевода — 5,8-6 мм. Передняя губа вульвы слабо выступает, сама вульва находится на расстоянии 0,06 мм от заднего окончания пищевода. Яйца вытянутые, размером 0,048-0,051 на 0,019-0,021 мм, с пробочками на концах. Внешняя оболочка яиц с мелкоячеистым рисунком, внутренняя — с небольшими «воротниками» вокруг пробочек.